# Szentegát

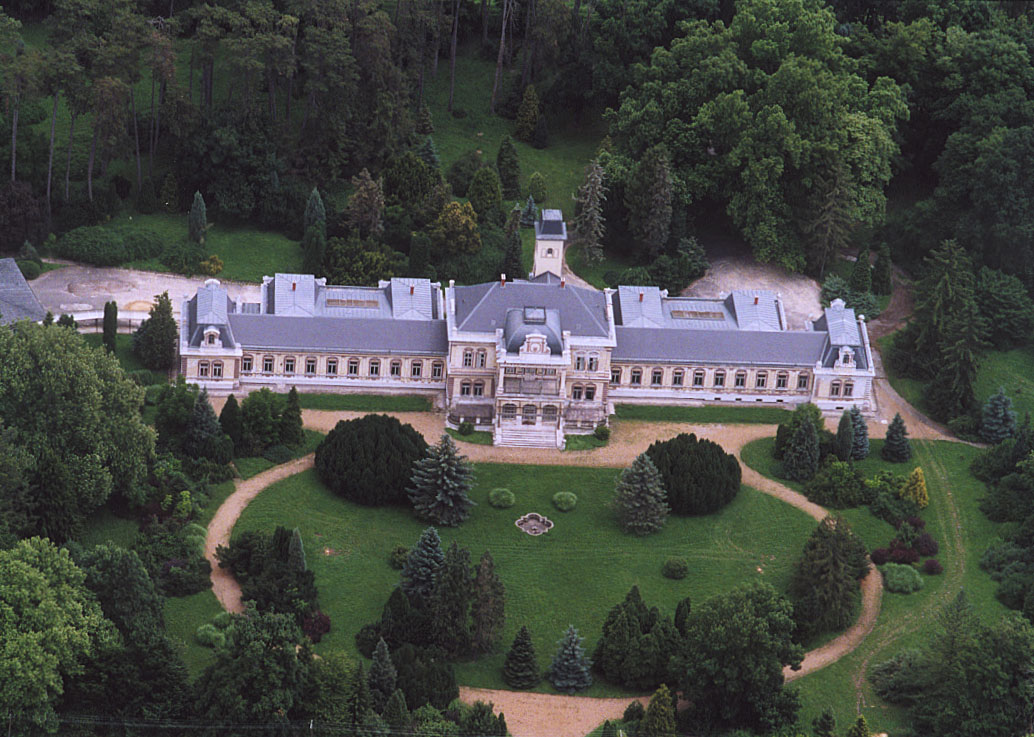
Schloss Biedermann in Szentegát

Szentegát ist eine ungarische Gemeinde im Kreis Szigetvár im Komitat Baranya.